# Chiyonofuji Mitsugu
Chiyonofuji Mitsugu (nascido Akimoto Mitsugu; Hokkaido, 1 de junho de 1955 — Tóquio, 31 de julho de 2016) foi um lutador de sumô.